# Campnosperma seychellarum
Campnosperma seychellarum Radlk. – gatunek drzew należący do rodziny nanerczowatych (Anacardiaceae R.Br.). Występuje endemicznie na Seszelach na wyspie Mahé. W przeszłości rósł także na wyspie Praslin, jednak obecnie nie został tam zarejestrowany.

## Biologia i ekologia
Liczebność populacji jest mniejsza niż 1000 osobników, ale dokładna liczba nie jest znana. Największe subpopulacje znajdują się w Salazie, między Mare aux Cochons and Casse Dent, oraz Brulée, gdzie subpopulacje liczą ledwie 50 okazów.
Rośnie w szczelinach, na wyeksponowanych stanowiskach na skalnym podłożu lub w lasach. Występuje na wysokości od 300 do 600 m n.p.m., rzadko występując na wyższych wysokościach, maksymalnie do 750 m n.p.m. Campnosperma seychellarum była prawdopodobnie jednym z dominujących gatunków w lesie pierwotnym. Jego owoce wydają się być odpowiednim pokarmem dla roślinożernych, które w ten sposób rozpraszają jego siedliska. Jednak obecnie wydaje się, że są one konsumowane tylko przez endemicznego ptaka z rodzaju Alectroenas. Zróżnicowanie genetyczne w subpopulacjach było badane przez Carlström. 

## Ochrona
W Czerwonej księdze gatunków zagrożonych został zaliczony do kategorii CR – gatunków krytycznie zagrożonych wyginięciem. Gatunek został sklasyfikowany w tej kategorii, ponieważ występuje tylko na wyspie Mahé (zasięg występowania wynosi około 51 km²), a jego populacja jest bardzo rozdrobniona. Większość subpopulacji jest zbyt mała, żeby się rozwijać – liczba osobników jest poniżej minimalnej ilości organizmów, przy której możliwa by była wymienność między subpopulacjami. 
Gatunek ten był powszechny na początku XX wieku przed rozwojem przemysłu związanego z produkcją oleju cynamonowego. Drewno tej rośliny było używane jako opał przy destylacji oleju cynamonowego w ciągu ostatnich 100 lat, w wyniku czego nastąpił spadek liczebności jego populacji. 
Obecnie podejmowane są różne próby regeneracji stanu populacji, jednak efekty są zawsze niskie. Głównym powodem słabej regeneracji populacji mogą być szczury, które żywią się nasionami tego gatunku. Ponadto na siedliska tej rośliny rozprzestrzeniają się gatunki inwazyjne takie jak cynamonowiec cejloński (Cinnamomum verum), gruczołkowiec pawi (Adenanthera pavonina), santol malajski (Sandoricum koetjape), czy gujawa truskawkowa (Psidium cattleianum). Liczebność populacji ma tendencję spadkową, jak i następuje spadek ilości dojrzałych osobników oraz pogorszenie stanu naturalnych siedlisk.
Jest chroniony w Parku Narodowym Morne Seychellois. Pierwsze próby rozmnażania ex situ w Biodiversity Center Barbarons na Mahé zakończyły się powodzeniem.

## Zastosowanie
Drewno tego gatunku wykorzystywane jest do produkcji kajaków, łodzi oraz budowy domów. Jednak obecnie bywa bardzo rzadko w użytku komercyjnym ze względu na stan jego populacji.